# Scleria verrucosa
Scleria verrucosa är en halvgräsart som beskrevs av Carl Ludwig von Willdenow. Scleria verrucosa ingår i släktet Scleria och familjen halvgräs. Inga underarter finns listade i Catalogue of Life.